# Pemón (taal)
Pemón is een Caribische taal. Het wordt gesproken door de inheemse bevolkingsgroep Pemón, in de Venezolaanse staat Bolívar, en in de grensgebieden van Guyana en van de Braziliaanse staat Roraima. In totaal zijn er ongeveer 30.000 sprekers.
De taal gebruikt de SOV-volgorde en heeft veel overeenkomsten met andere Caraïbische talen. Een aantal woorden uit het Pemón is overgenomen in de Venezolaanse versie van het Spaans.